# Diego de Gregorio
Diego Andrés de Gregorio Contreras (Santiago, Chile, 6 de septiembre de 1986) es un futbolista chileno. Juega de delantero y actualmente es Agente Libre

## Carrera
Se inició en el año 2004 en Audax Italiano.

## Clubes
| Club                    | País    | Año       |
| ----------------------- | ------- | --------- |
| Audax Italiano          | Chile   | 2004-2006 |
| Deportes Melipilla      | Chile   | 2007      |
| Pandurii Târgu Jiu      | Rumania | 2008      |
| Deportes Melipilla      | Chile   | 2008      |
| Rangers                 | Chile   | 2009      |
| San Marcos de Arica     | Chile   | 2009-2010 |
| Lota Schwager           | Chile   | 2011      |
| Barnechea               | Chile   | 2012      |
| San Antonio Unido       | Chile   | 2013      |
| Trasandino de Los Andes | Chile   | 2013      |
| Santiago Morning        | Chile   | 2014-2015 |
| Cobreloa                | Chile   | 2015-2016 |
| Barnechea               | Chile   | 2017      |

## Palmarés

### Distinciones individuales
| Distinción                | Año     |
| ------------------------- | ------- |
| Goleador de la Copa Chile | 2012-13 |